# Boucherville
Boucherville – miasto w Kanadzie, w prowincji Quebec, w regionie Montérégie i MRC Longueuil. Miasto zostało założone w 1667 przez Pierre’a Bouchera. Pochodził on z Mortagne-au-Perche we Francji, natomiast po przybyciu do Nowej Francji osiedlił się najpierw w Quebecu, potem w Trois-Rivières, a ostatecznie przeniósł się w bezludne wówczas okolice dzisiejszego miasta. W XVIII wieku kilka rodzin opuściło Boucherville zakładając miasta Sainte-Julie oraz Saint-Bruno-de-Montarville.
Liczba mieszkańców Boucherville wynosi 39 062. Język francuski jest językiem ojczystym dla 93,6%, angielski dla 2,0% mieszkańców (2006).
Z Boucherville pochodzi Sandrine Mainville, kanadyjska pływaczka, specjalizująca się w stylu dowolnym, medalistka igrzysk olimpijskich i mistrzostw świata.